# Sprachen der Republik Kongo
In der Republik Kongo werden zahlreiche verschiedene Sprachen gesprochen. 
Das Land ist ein fast rein bantusprachiges Gebiet. Im Osten und Norden des Landes gibt es kleine Gruppen von Sprechern ubangischer Sprachen. Allerdings ist die Amtssprache des Landes auch nach dem Ende der französischen Kolonialzeit Französisch. Bislang wurden lediglich zwei Bantusprachen, nämlich Lingála (13 % Sprecheranteil) und Kituba (eine Variante der größten einheimischen Sprache Kikongo), zu „Nationalsprachen“ erklärt. Alle drei Sprachen dienen zudem als interethnische Sprachen. Andere bedeutende Sprachen sind Mbosi und Teke (17,3 %). Insgesamt werden mehr als 40 andere Sprachen gesprochen, einschließlich Pygmäensprachen (1,4 %), die keine Bantusprachen sind.

## Amtssprache Französisch
Französisch wird inzwischen von 30 % der kongolesischen Bevölkerung gesprochen. Mittlerweile können sogar 88 % der über 15-Jährigen in der Hauptstadt Brazzaville einfache Sätze auf Französisch schreiben.
Aufgrund des Bürgerkrieges, der das Land erschütterte, wurde die französische Sprache zur Sprache für verschiedene bewaffnete Milizen. Sprecher, die entweder Kituba (speziell im Süden), Kikongo und Lingala (speziell jene im Norden) nicht beherrschen, bevorzugen es, aus Gründen der Sicherheit, französisch zu sprechen. Aus Furcht davor, ihre Volksgruppenzugehörigkeit preiszugeben, gehen die Kongolesen zumeist zu Französisch über, was ihnen dabei hilft, ihre Anonymität zu bewahren.

## Nationale Sprachen
Kituba (oder auch Munukutuba) ist ein vereinfachtes Kikongokreol, das für die Sprecher der verschiedenen Dialekte des Kikongo verständlich ist. Diese Sprache wird von 50,35 % der kongolesischen Bevölkerung gesprochen, die entlang der Kongo-Ozean-Eisenbahnlinie leben, die Brazzaville mit Pointe-Noire im Süden des Landes verbindet. 
Lingála, die Flusssprache, ist neben seiner Muttersprache Teke die Zweitsprache des Präsidenten Denis Sassou-Nguesso und wird hauptsächlich im Norden und Osten des Landes gesprochen. Dies ist die Sprache, die im Kongo in den letzten paar Jahren am schnellsten gewachsen ist.
Batékés bilden 18 % der Bevölkerung und sind vor allem im Departement Plateaus, im Cuvette-Ouest (wo sie als „Mbeti“ und „Tegue“ bekannt sind), Niari (wo sie als „Nzabi“ bekannt sind), in Bouenza und in der Region Pool anzutreffen.
Lari ist eine Mischsprache der verschiedenen Idiome des Kongo und Teke und diejenige Sprache, die in der Region Pool am meisten gesprochen wird.